# Man singet mit Freuden vom Sieg
Man singet mit Freuden vom Sieg (On chante la victoire avec joie) (BWV 149) est une cantate religieuse de Jean-Sébastien Bach composée à Leipzig en 1728 pour la fête de l'archange Michel qui, cette année, tombe le mercredi 29 septembre. Pour cette destination liturgique, trois autres cantates ont franchi le seuil de la postérité : les BWV 19, 50 et 130.
Le texte est tiré du psaume 118: 15-16, de Martin Schalling le jeune et Christian Friedrich Henrici (Picander) pour les mouvements 2 à 6.

## Structure et instrumentation
La cantate est écrite pour trois trompettes, timbales, trois hautbois, basson, deux violons et basse continue (+ violone), quatre solistes vocaux (soprano, alto, ténor, basse) et chœur à quatre voix.
Il y a sept mouvements :
1. chœur : Man singet mit Freuden vom Sieg
2. aria : Kraft und Starke sei gesungen, basse
3. récitatif : Ich fürchte mich vor tausend Feinden nicht, alto
4. aria : Gottes Engel weichen nie, sie sind bei mir, soprano
5. récitatif : Ich danke dir, mein lieber Gott, dafur, ténor
6. aria : Seid wachsam, ihr heiligen Wachter, alto
7. chœur : Ach Herr, lass dein lieb Engelein